# HD 139357
Désignations
HD 139357 est une étoile géante de la constellation du Dragon, située à environ ∼ 367 a.l. (∼ 113 pc) de la Terre. Elle possède une exoplanète connue, la planète géante HD 139357 b. Du point de vue observationnel, il s'agit d'un système binaire spectroscopique à raies simples sans éclipses.
L'étoile centrale, HD 145377 a, est une géante de couleur jaune-orange, de type spectral K4III et de température de surface de 4700 K. Sa masse est d'environ 1,3 masse solaire pour un rayon estimé à plus de onze fois celui du Soleil. Sa magnitude apparente s'approche de +6,0 et donc de la limite de la visibilité à l'œil nu, dans des conditions optimales.
Un seul corps secondaire est connu à ce jour (novembre 2017) dans le système, à savoir la planète HD 139357 b, découverte en 2009 par la méthode des vitesses radiales. Cette planète superjovienne, de masse estimée à 9,76 MJ, orbite autour de son étoile à une distance moyenne de 2,36 unités astronomiques.